# Tonight or Never
Tonight or Never is een Amerikaanse filmkomedie uit 1931 onder regie van Mervyn LeRoy.

## Verhaal
Nella Vago is een jonge operazangeres. Haar carrière komt niet van de grond, omdat ze te weinig hartstocht toont op het podium. Dat verandert echter allemaal, wanneer ze verliefd wordt op een man, die op de koop toe ook een talentenjager blijkt te zijn.

## Rolverdeling
| Acteur               | Personage                     |
| -------------------- | ----------------------------- |
| Gloria Swanson       | Nella Vago                    |
| Melvyn Douglas       | Jim Fletcher                  |
| Alison Skipworth     | Markiezin Bianca San Giovanni |
| Ferdinand Gottschalk | Rudig                         |
| Robert Greig         | Conrad                        |
| Warburton Gamble     | Graaf Albert von Gronac       |
| Greta Meyer          | Emma                          |
| Boris Karloff        | Ober                          |